# Marneffe (Bélgica)
Marneffe (en valón Marnefe) es una gran localidad de Hesbaye Lieja atravesado por el río Burdinale, un afluente del Mehaigne. Administrativamente forma parte actualmente del municipio de Burdinne, en la provincia de Lieja (Región Valona). Era una comuna por derecho propio antes de la fusión de comunas de 1977.
Marneffe se encuentra en el corazón del parque natural de los valles de Burdinale y Mehaigne.

## Historia
En las cercanías de Marneffe se encontraron rastros de viviendas de la era neolítica. Un hallazgo de la Edad del Hierro se conserva ahora en el Museo Curtius de Lieja.
Durante el Antiguo Régimen, el pueblo formó parte del condado de Moha, que fue cedido por completo al obispo de Lieja a principios del siglo XIII. A partir de ese momento, Marneffe estuvo gobernada por la Mesa Episcopal. En 1619, el señorío se comprometió con Herman van Burgundy, señor de Fallais, pero cinco años más tarde volvió a estar bajo la dirección de la Mesa Episcopal. Una segunda promesa, esta vez con la vecina Huccorgne, tuvo lugar en 1718. Los nuevos señores, la familia de Berlaymont, mantuvieron Marneffe hasta la Revolución Francesa.
La parroquia de Marneffe se menciona por primera vez en un documento de 1230, cuando los diezmos recaudados en el pueblo fueron donados a la colegiata de San Dionisio de Lieja. El derecho de legado estaba en manos del señor local.
La iglesia de San Remigio de Marneffe, ahora desaparecida, estaba ubicada al nivel del antiguo cementerio. El 13 de mayo de 1733, el canónigo Henri-Léonard de Charles de la catedral de Lieja dio su aprobación para la reconstrucción del coro de la iglesia. Pero más de un siglo después, en 1846, la iglesia fue demolida y reemplazada por el edificio actual, ubicado en un lugar más céntrico del pueblo. Aunque la nueva iglesia estaba dedicada a la Inmaculada Concepción, San Remigio sigue siendo el santo patrón de Marneffe. Tradicionalmente también ha existido en el pueblo una gran devoción a San Gil, que aquí se invocaba contra las convulsiones de los niños. Antiguamente, el día de la fiesta del santo (1 de septiembre), los padres de Marneffe y sus hijos acudían en procesión a la iglesia, donde se celebraba una misa mayor.
El Concordato del 15 de julio de 1801 unió Marneffe a la parroquia de Oteppe-Vissoul, pero la situación original fue restaurada en el siglo XIX.
Marneffe es tradicionalmente un pueblo agrícola, pero el sector terciario también está bien representado. Alrededor de un tercio de los residentes trabajan fuera de los límites del pueblo.

## Demografía
- Bronnen:NIS, Opm:1831 tot en met 1970=volkstellingen, 1976= inwoneraantal op 31 december

## Patrimonio
Repartidos por la localidad hay algunas granjas del siglo XIX que vale la pena ver (rue Lambert Daxhelet 34a, 38, 39 y 40). Dos capillas situadas al borde de la carretera también merecen un desvío: la capilla de Santa Ana, en la esquina de la rue Lambert Daxhelet y la ruta de Fumal (1824), y la capilla de Santa Bárbara, construida en la década de 1830 en la rue Saint-Pierre.
- Iglesia de la Inmaculada Concepción Data del siglo XIX. La actual iglesia de tres naves con su torre integrada en la nave data de 1846 y fue construida según los planos del arquitecto Lambert Ferrière. El dinero necesario para la construcción se recaudó por suscripción pública, pero fueron principalmente el barón Joseph-Marie van der Linden d'Hoogvorst (+1846) y la condesa Marie-Thérèse d'Argenteau (1783-1859), propietarios del Kapelhoeve, que representó la mayor parte de los fondos necesarios. Por lo tanto, sus escudos de armas se colocaron en la fachada de la iglesia. La primera piedra construida en el piso del coro cerca de la puerta de la sacristía también menciona la generosidad de la familia d'Hoogvorst. La iglesia fue consagrada el 19 de agosto de 1851 por el arzobispo-decano Charles-Joseph-Benoît de Mercy-Argenteau.
- El Château du Sart. Castillo y dominio de 40 ha, construido alrededor de 1850. Comprado en 1902 por la Compañía de Jesús de París se amplió para albergar un colegio jesuita de élite, Collège Saint-Joseph.[1] Después de la Primera Guerra Mundial, los jesuitas regresaron a Francia y los edificios fueron ocupados por el estado belga y se convirtió en una escuela secundaria militar hasta 1927. Después de eso, siguió siendo un hogar para el personal de PTT. En 1931 los jesuitas españoles, expulsados de España durante la Segunda República, se establecieron allí nuevamente,[2][3][4] y aquí se trasladó el Colegio Máximo de Oña donde se siguió impartiendo Filosofía y Teología.[5] En 1939, los judíos alemanes fugitivos del nazismo fueron internados.[6] Entre 1941 y 1944 se convirtió en prisión para condenados a pena leve. Con la liberación de Holanda fue tomada por las tropas estadounidenses. Desde el final de la Segunda Guerra Mundial se convirtió en una escuela penitenciaria.[7]

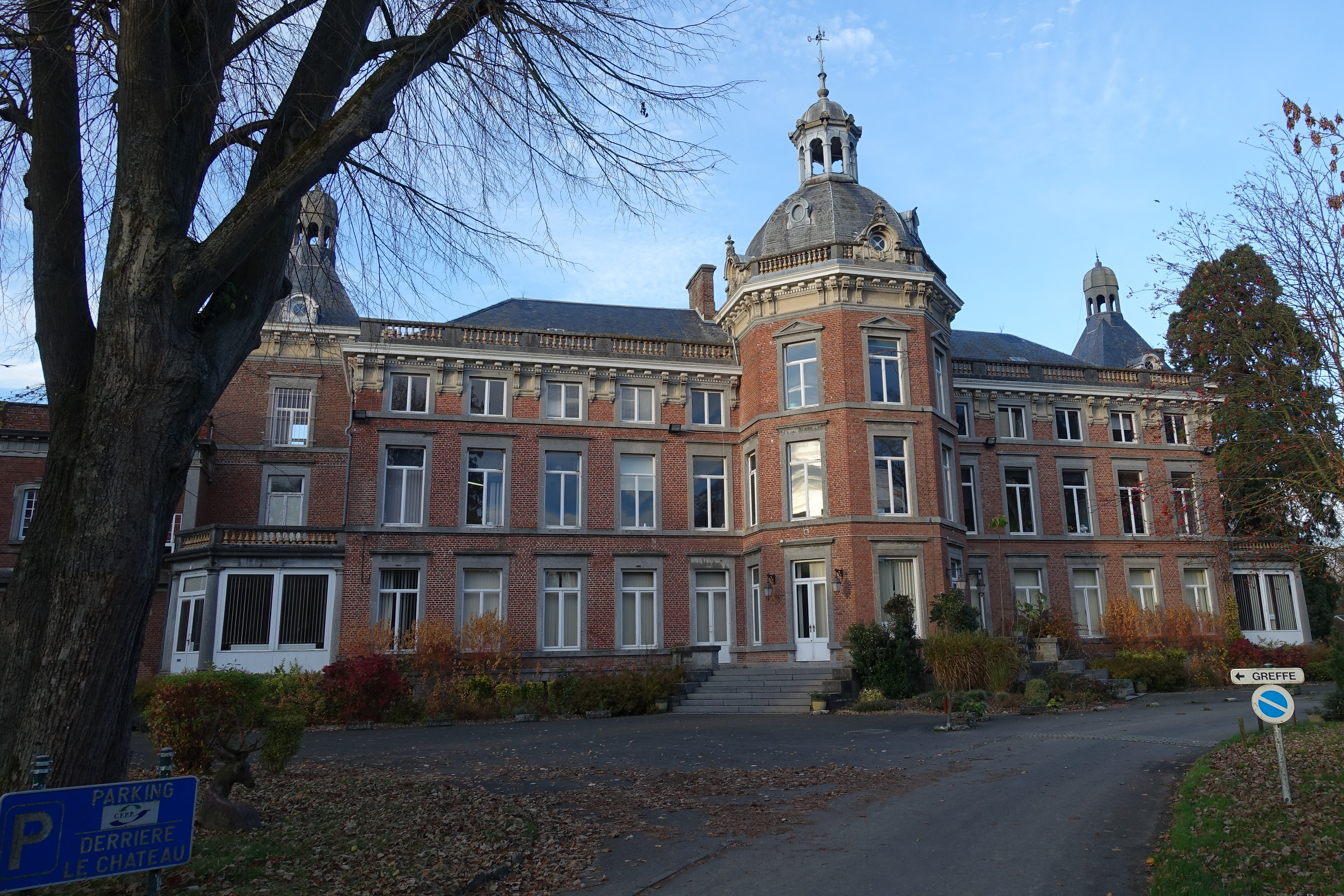
Château du Sart de Marneffe.
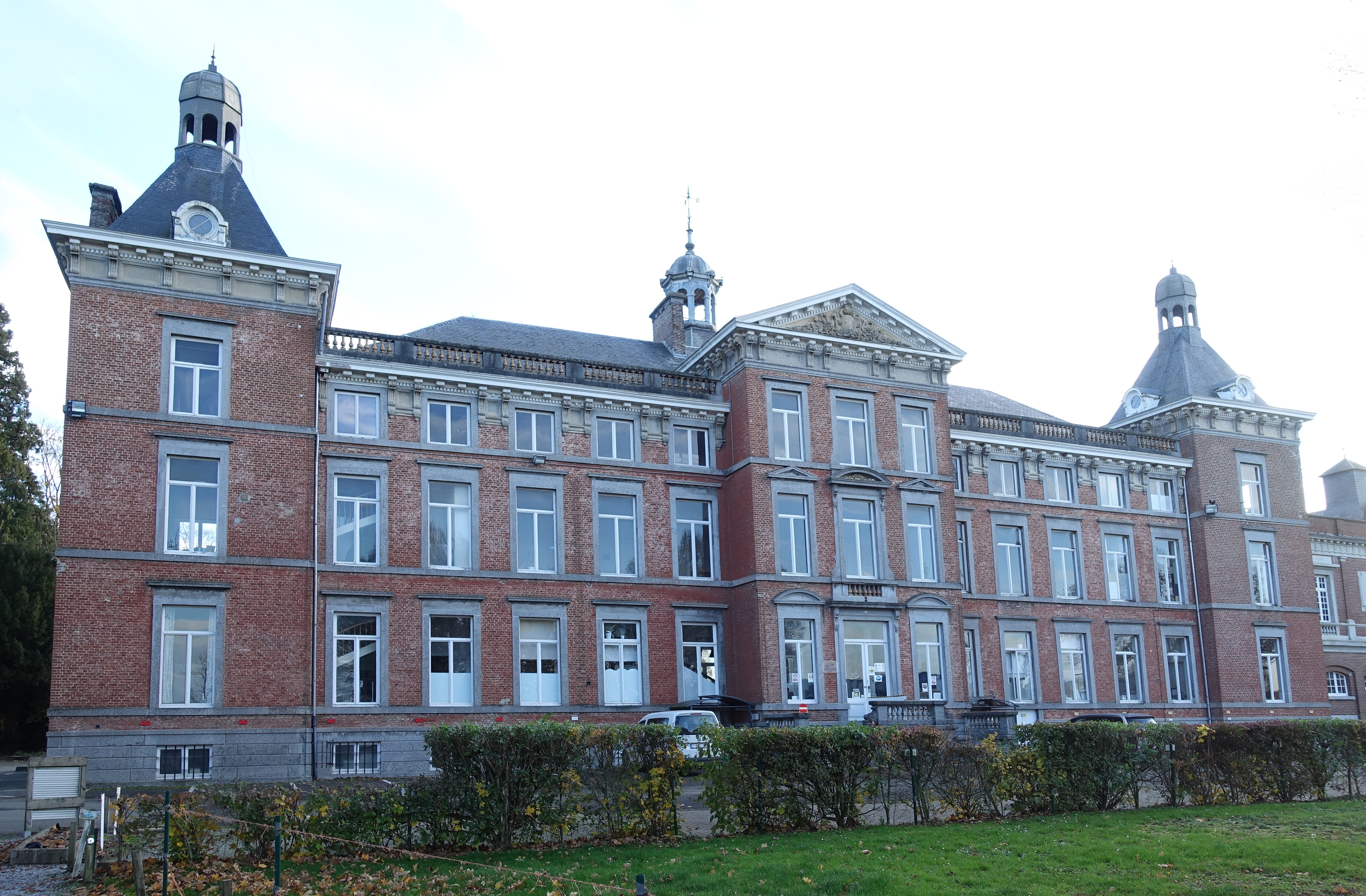
Château du Sart de Marneffe
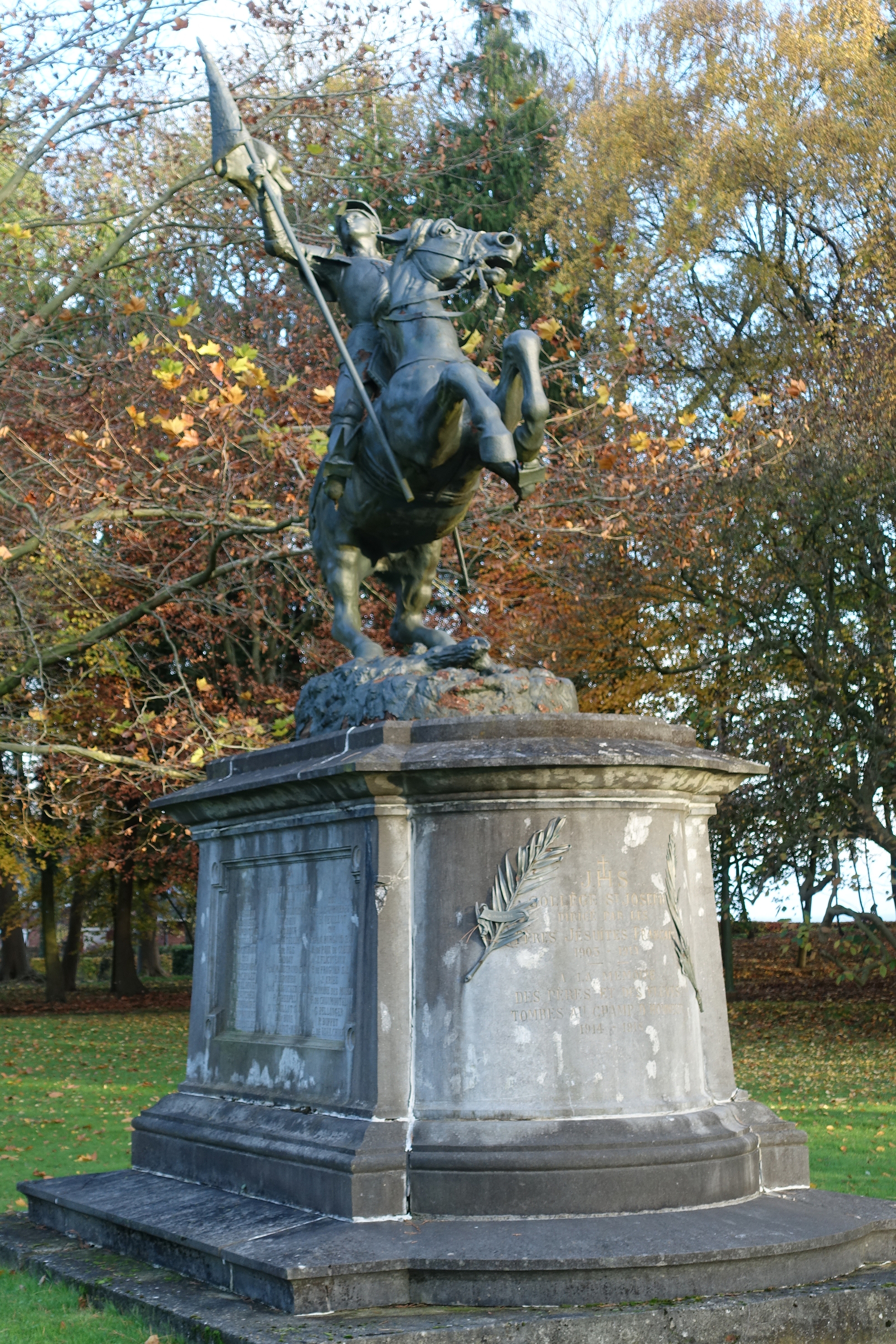
Estatua ecuestre de Juana de Arco en el parque del castillo